# Chim ruồi Anna
Chim ruồi Anna (danh pháp khoa học: Calypte anna) là một loài chim trong họ Chim ruồi. Chim ruồi Anna sinh sống ở Bắc Mỹ. Calypte anna dài từ 10–11 cm. Chúng ăn mật hoa và cũng bắt côn trùng đang bay.